# Idiocerus alnirubratus
Idiocerus alnirubratus är en insektsart som beskrevs av Bliven 1955. Idiocerus alnirubratus ingår i släktet Idiocerus och familjen dvärgstritar. Inga underarter finns listade i Catalogue of Life.